# La Fille du docteur Jekyll
Pour plus de détails, voir Fiche technique et Distribution.
La Fille du docteur Jekyll (Daughter of Dr. Jekyll) est un film américain réalisé par Edgar Georg Ulmer, sorti en 1957.

## Fiche technique
- Titre original : Daughter of Dr. Jekyll
- Titre français : La Fille du Docteur Jekyll
- Réalisation : Edgar Georg Ulmer
- Scénario : Jack Pollexfen (en) d'après L'Étrange Cas du docteur Jekyll et de mister Hyde de Robert Louis Stevenson
- Photographie : John F. Warren
- Montage : Holbrook N. Todd (en)
- Pays de production : États-Unis
- Format : noir et blanc - 1,85:1
- Genre : fantastique
- Durée : 71 minutes
- Date de sortie : 1957

## Distribution
- John Agar : George Hastings
- Gloria Talbott : Janet Smith
- Arthur Shields : le docteur Lomas
- John Dierkes : Jacob
- Mollie McCard : Maggie
- Martha Wentworth : Mme Merchant
- Marjorie Stapp : la femme qui s'habille